# Фарма (2. сезона)
Фарма 2 је друга сезона српске ријалити-телевизијске емисије Фарма. Емитована је од 14. марта до 26. јуна 2010. и трајала је 104 дана. Приказивали су је Пинк у Србији, Пинк БХ у Босни и Херцеговини, Пинк М у Црној Гори и Пинк плус у осталим државама. Водитељи друге сезоне били су Александра Јефтановић и Огњен Амиџић. Победник друге сезоне је Милош Бојанић, док је другопласирани Маца.
Прати групу познатих личности које живе заједно двадесет и четири сата дневно на фарми, изолованој од спољашњег света (превасходно од масовних медија, као што су новине, телефони, телевизија и интернет), а све њихове кораке свакодневно прате видео-камере, без приватности. Сваке седмице такмичари, познати као „фармери”, пролазе кроз номинације и елиминације. Гледаоци затим одлучују ко од номинованих треба да напусти ријалити. Последњи преостали фармер постаје победник и осваја награду од 100.000 евра.

## Формат
У насељу Лисовић, на преко два хектара земље, изграђена је фарма заједно са помоћним објектима као што су: свињац, штала, сеник, радионица, башта, кокошињац и тор, смешта се двадесетак познатих личности које се за нешто дуже од три до четри месеца боре за награду од 100.00 или 50.000 евра, и на којем ће живети без струје, текуће воде, хранећи себе биљкама које ће сами и узгајати, и млеком и месом домаћих животиња о којима сами брину. Концепт је у свакој земљи веома сличан. Сваког понедељка бира се „газда” који води фарму и заводи ред и дисциплину, а који такође бира своје „слуге”.

## Фармери
- Биљана Сечивановић, певачица
- Краљ (Дејан Станковић), телевизијски водитељ
- Драгана Милошевић, плесачица
- Ђус (Иван Ивановић), репер
- Иван Феце Фирчи, музичар
- Гаги Ђогани, певач
- Индира Арадиновић Инди, певачица
- Ирена Ибрахимович, модел
- Ива Смиљанић, телевизијска водитељка
- Драган Маринковић Маца, глумац и телевизијски водитељ
- Маја Оџаклијевска, певачица
- Марија Шерифовић, певачица, победница Евровизије 2007.
- Милена Ћеранић, певачица и финалиста Звезда Гранда
- Милица Настић, модел
- Мина Костић, певачица
- Мирјана Божовић, мис Србије 2007.
- Немања Стевановић (певач), певач и телевизијски водитељ
- Никола Сарић Сајко, учесник Операфије тријумф 1
- Рака (Радован Радановић), политичар
- Владимир Станојевић , телевизијски водитељ
- Зорица Брунцлик, певачица

## Историја гласања
| Газда (имунитет) | Рака        | Зорица                    | Милош                      | Милош                      | Маца                       | Фирчи                      | Немања                     | Немања                     | Фирчи                      | Гаги                       | Милена                     | Фирчи                      | Сајко                      | Немања                     | нико                       | нико                       | нико                       |                    |                    |                    |                   |
| Слуге            | Дејан Ирена | Инди (дискв.) Ирена Милош | Немања Зорица              | Фирчи Маја                 | Милена Сајко               | Милош Мина                 | Маца Драгана               | Милена Влада               | Милош Мирјана              | Драгана Милош              | Мина Немања                | Драгана Милош              | Маца Милена                | Драгана Рака               | нико                       | нико                       | нико                       |                    |                    |                    |                   |
|                  |             |                           |                            |                            |                            |                            |                            |                            |                            |                            |                            |                            |                            |                            |                            |                            |                            |                    |                    |                    |                   |
| Милош            | Дејан       | номинован                 | Немања                     | Маја                       | Сајко                      | номинован                  | Драгана                    | Влада                      | номинован                  | номинован                  | Немања                     | номинован                  | Маца                       | Рака                       | 1. место (105. дан)        | 1. место (105. дан)        | 1. место (105. дан)        |                    |                    |                    |                   |
| Маца             | Дејан       | Ирена                     | Немања                     | Фирчи                      | Милена                     | Милош                      | номинован                  | Милена                     | Мирјана                    | Милош                      | Мина                       | Милош                      | номинован                  | Драгана                    | 2. место (105. место)      | 2. место (105. место)      | 2. место (105. место)      |                    |                    |                    |                   |
| Драгана          | није била   | није била                 | није била                  | није била                  | није била                  | Мина                       | номинована                 | Влада                      | Мирјана                    | номинована                 | Мина                       | номинована                 | Маца                       | номинована                 | 3. место (105. дан)        | 3. место (105. дан)        | 3. место (105. дан)        |                    |                    |                    |                   |
| Мина             | није била   | није била                 | није била                  | није била                  | није била                  | номинована                 | Драгана                    | Милена                     | Мирјана                    | Драгана                    | номинована                 | Милош                      | Маца                       | Рака                       | 4. место (105. дан)        | 4. место (105. дан)        | 4. место (105. дан)        |                    |                    |                    |                   |
| Фирчи            | Дејан       | Ирена                     | Немања                     | номинован                  | Милена                     | Милош                      | Драгана                    | Милена                     | Мирјана                    | Милош                      | Мина                       | Милош                      | Милена                     | Драгана                    | 5. место (105. дан)        | 5. место (105. дан)        | 5. место (105. дан)        |                    |                    |                    |                   |
| Зорица           | Дејан       | Ирена                     | номинована                 | Фирчи                      | Сајко                      | Милош                      | Драгана                    | Милена                     | Милош                      | Милош                      | Мина                       | Драгана                    | Милена                     | Драгана                    | избачена (104. дан)        | избачена (104. дан)        | избачена (104. дан)        |                    |                    |                    |                   |
| Немања           | Дејан       | Милош                     | номинован                  | Маја                       | Сајко                      | Милош                      | Маца                       | Милена                     | Милош                      | Милош                      | номинован                  | Милош                      | Маца                       | Драгана                    | избачен (102. дан)         | избачен (102. дан)         | избачен (102. дан)         | избачен (102. дан) | избачен (102. дан) |                    |                   |
| Рака             | Дејан       | Милош                     | Немања                     | Фирчи                      | Милена                     | Мина                       | Драгана                    | Милена                     | Мирјана                    | Милош                      | Мина                       | Милош                      | Милена                     | номинован                  | избачен (100. дан)         | избачен (100. дан)         | избачен (100. дан)         | избачен (100. дан) | избачен (100. дан) | избачен (100. дан) |                   |
| Сајко            | Дејан       | Милош                     | Зорица                     | Маја                       | номинован                  | избачен (35. дан)          | избачен (35. дан)          | Влада                      | Милош                      | Милош                      | Мина                       | Милош                      | Милена                     | Драгана                    | избачен (98. дан)          | избачен (98. дан)          | избачен (98. дан)          | избачен (98. дан)  | избачен (98. дан)  | избачен (98. дан)  | избачен (98. дан) |
| Милена           | Дејан       | Милош                     | Зорица                     | Маја                       | номинована                 | Милош                      | Драгана                    | номинована                 | Милош                      | Милош                      | Немања                     | Милош                      | номинована                 | избачена (91. дан)         | избачена (91. дан)         | избачена (91. дан)         | избачена (91. дан)         |                    |                    |                    |                   |
| Маја             | Дејан       | Ирена                     | Немања                     | номинована                 | Милена                     | Милош                      | Драгана                    | Влада                      | Милош                      | Милош                      | Мина                       | Милош                      | избачена (84. дан)         | избачена (84. дан)         | избачена (84. дан)         | избачена (84. дан)         | избачена (84. дан)         |                    |                    |                    |                   |
| Гаги             | Дејан       | Ирена                     | Немања                     | Маја                       | Сајко                      | Мина                       | Маца                       | Милена                     | Милош                      | Милош                      | Немања                     | избачен (77. дан)          | избачен (77. дан)          | избачен (77. дан)          | избачен (77. дан)          | избачен (77. дан)          | избачен (77. дан)          |                    |                    |                    |                   |
| Ђус              | није био    | није био                  | није био                   | није био                   | није био                   | Мина                       | Драгана                    | Влада                      | Милош                      | Милош                      | дисквалификован (71. дан)  | дисквалификован (71. дан)  | дисквалификован (71. дан)  | дисквалификован (71. дан)  | дисквалификован (71. дан)  | дисквалификован (71. дан)  | дисквалификован (71. дан)  |                    |                    |                    |                   |
| Мирјана          | Дејан       | Ирена                     | Немања                     | Маја                       | Сајко                      | Милош                      | Драгана                    | Милена                     | номинована                 | Милош                      | избачена (70. дан)         | избачена (70. дан)         | избачена (70. дан)         | избачена (70. дан)         | избачена (70. дан)         | избачена (70. дан)         | избачена (70. дан)         |                    |                    |                    |                   |
| Влада            | није био    | није био                  | није био                   | Маја                       | Милена                     | Милош                      | Драгана                    | номинован                  | Милош                      | избачен (63. дан)          | избачен (63. дан)          | избачен (63. дан)          | избачен (63. дан)          | избачен (63. дан)          | избачен (63. дан)          | избачен (63. дан)          | избачен (63. дан)          |                    |                    |                    |                   |
| Иван             | Дејан       | Ирена                     | Немања                     | избачен (21. дан)          | избачен (21. дан)          | избачен (21. дан)          | избачен (21. дан)          | Милена                     | избачен (56. дан)          | избачен (56. дан)          | избачен (56. дан)          | избачен (56. дан)          | избачен (56. дан)          | избачен (56. дан)          | избачен (56. дан)          | избачен (56. дан)          | избачен (56. дан)          |                    |                    |                    |                   |
| Дејан            | номинован   | Ирена                     | Немања                     | Маја                       | Сајко                      | Милош                      | Маца                       | избачен (49. дан)          | избачен (49. дан)          | избачен (49. дан)          | избачен (49. дан)          | избачен (49. дан)          | избачен (49. дан)          | избачен (49. дан)          | избачен (49. дан)          | избачен (49. дан)          | избачен (49. дан)          | избачен (49. дан)  |                    |                    |                   |
| Биљана           | није била   | није била                 | није била                  | Маја                       | Сајко                      | Мина                       | избачена (42. дан)         | избачена (42. дан)         | избачена (42. дан)         | избачена (42. дан)         | избачена (42. дан)         | избачена (42. дан)         | избачена (42. дан)         | избачена (42. дан)         | избачена (42. дан)         | избачена (42. дан)         | избачена (42. дан)         |                    |                    |                    |                   |
| Милица           | није била   | није била                 | није била                  | Маја                       | избачена (28. дан)         | избачена (28. дан)         | избачена (28. дан)         | избачена (28. дан)         | избачена (28. дан)         | избачена (28. дан)         | избачена (28. дан)         | избачена (28. дан)         | избачена (28. дан)         | избачена (28. дан)         | избачена (28. дан)         | избачена (28. дан)         | избачена (28. дан)         |                    |                    |                    |                   |
| Марија           | Дејан       | Ирена                     | Немања                     | изашла (27. дан)           | изашла (27. дан)           | изашла (27. дан)           | изашла (27. дан)           | изашла (27. дан)           | изашла (27. дан)           | изашла (27. дан)           | изашла (27. дан)           | изашла (27. дан)           | изашла (27. дан)           | изашла (27. дан)           | изашла (27. дан)           | изашла (27. дан)           | изашла (27. дан)           |                    |                    |                    |                   |
| Ирена            | номинована  | номинована                | избачена (14. дан)         | избачена (14. дан)         | избачена (14. дан)         | избачена (14. дан)         | избачена (14. дан)         | избачена (14. дан)         | избачена (14. дан)         | избачена (14. дан)         | избачена (14. дан)         | избачена (14. дан)         | избачена (14. дан)         | избачена (14. дан)         | избачена (14. дан)         | избачена (14. дан)         | избачена (14. дан)         |                    |                    |                    |                   |
| Инди             | Дејан       | номинована                | дисквалификована (13. дан) | дисквалификована (13. дан) | дисквалификована (13. дан) | дисквалификована (13. дан) | дисквалификована (13. дан) | дисквалификована (13. дан) | дисквалификована (13. дан) | дисквалификована (13. дан) | дисквалификована (13. дан) | дисквалификована (13. дан) | дисквалификована (13. дан) | дисквалификована (13. дан) | дисквалификована (13. дан) | дисквалификована (13. дан) | дисквалификована (13. дан) |                    |                    |                    |                   |
| Ива              | Дејан       | избачена (7. дан)         | избачена (7. дан)          | избачена (7. дан)          | избачена (7. дан)          | избачена (7. дан)          | избачена (7. дан)          | избачена (7. дан)          | избачена (7. дан)          | избачена (7. дан)          | избачена (7. дан)          | избачена (7. дан)          | избачена (7. дан)          | избачена (7. дан)          | избачена (7. дан)          | избачена (7. дан)          | избачена (7. дан)          |                    |                    |                    |                   |